# Aero A-11
Aero A-11 – czechosłowacki samolot rozpoznawczy i lekki samolot bombowy z okresu międzywojennego. 

## Historia
Po rozpoczęciu seryjnej produkcji lekkiego samolotu bombowego Aero A-12, w wytwórni Aero rozpoczęto pracę nad nowym samolotem rozpoznawczym, w którym zastosowano budowany w Czechosłowacji silnik Walter W-IV. Jego układ był zbliżony do wcześniejszego samolotu, ale jego konstrukcja została wzmocniona i zastosowano w nim silniki Walter W-IV o mocy 240 KM. Samolot ten otrzymał oznaczenie Aero A-11, a jego pierwszy lot odbył się w lutym 1924 roku. Zaraz też lotnictwo złożyło zamówienie na budowę serii tych samolotów. Produkcja seryjna trwała od 1924 do 1928 roku i zbudowano 108 samolotów tego typu.
W 1928 roku zbudowano wersję nocną tego samolotu, oznaczoną jako A-11N, w ilości 43. Zbudowano również 8 samolotów wyposażonych w silnik Hispano-Suiza 8Fb o mocy 300 KM (220 kW) oznaczonych jako A-11HS, które sprzedano do Finlandii. Kolejna wersja to samoloty oznaczone jako Ab-11, które wyposażono w silnik Breitfeld & Daněk „Perun” II o mocy 240 KM (176 kW), których zbudowano 84 sztuki, oraz wersję nocną w ilości 4 sztuk, oznaczoną jako Ab-11N. Ta wersja samolotu stała się też podstawą do budowy kolejnych typów samolotów wytwórni Aero. Łącznie zbudowano 204 samoloty tego typu wraz z jego wersjami. 

## Użycie w lotnictwie
Samoloty Aero A-11 były systematycznie wprowadzane do lotnictwa czechosłowackiego od roku 1924. Samoloty te były wykorzystywane do czasu ich naturalnego zużycia.
Oprócz lotnictwa czechosłowackiego samoloty A-11HS użytkowane były przez lotnictwo Finlandii. 
Wykonywały one liczne loty propagandowe i tak w 1925 roku grupa samolotów wojskowych A-11 wykonała lot z lotniska Kodaň do Warszawy. Dwa samoloty wykonały lot na trasie Praga – Belgrad – Bukareszt. Brały też udział w licznych konkursach i pobiły liczne rekordy lotnicze Czechosłowacji. 

## Opis techniczny
Samolot Aero A-11 był dwumiejscowym dwupłatem o konstrukcji mieszanej, kadłub miał konstrukcję metalową rur stalowych, natomiast skrzydła – drewnianą. Podwozie klasyczne – stałe, z płozą ogonową.
Napęd stanowił silnik rzędowy 6-cylindrowy umieszczony z przodu kadłuba, chłodzony cieczą. Napędzał on dwułopatowe śmigło.
Uzbrojenie stanowiły: 1 zsynchronizowane karabiny maszynowe Vickers  wz. 09 kal. 7,7 mm – obsługiwane przez pilota, 2 sprzężone ruchome karabiny maszynowe Lewis wz. 15 kal. 7,7 mm – obsługiwane przez obserwatora-strzelca.  Samolot mógł przenosić także bomby lotnicze o łącznej wadze 200 kg.